# Stazione di Badalona
La stazione di Badalona (in catalano Estació de Badalona, in spagnolo Estación de Badalona) è la principale stazione ferroviaria di Badalona in Catalogna, Spagna.